# لوك بيرسون
لوك بيرسون (بالإنجليزية: Luke Pearson)‏ هو رسام توضيحي وكاتب للأطفال وكاتب بريطاني، ولد في 1987.

## وصلات خارجية
- لوك بيرسون على موقع IMDb (الإنجليزية)